# NGC 559
NGC 559 (také známá jako Caldwell 8) je otevřená hvězdokupa v souhvězdí Kasiopeji o hodnotě magnitudy 9,5 vzdálená od Země přibližně 7 900 světelných let.

## Pozorování

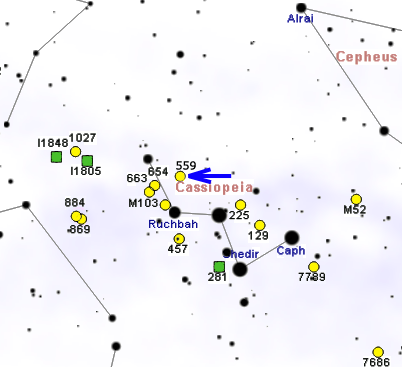
Poloha NGC 559 v souhvězdí Kasiopeji

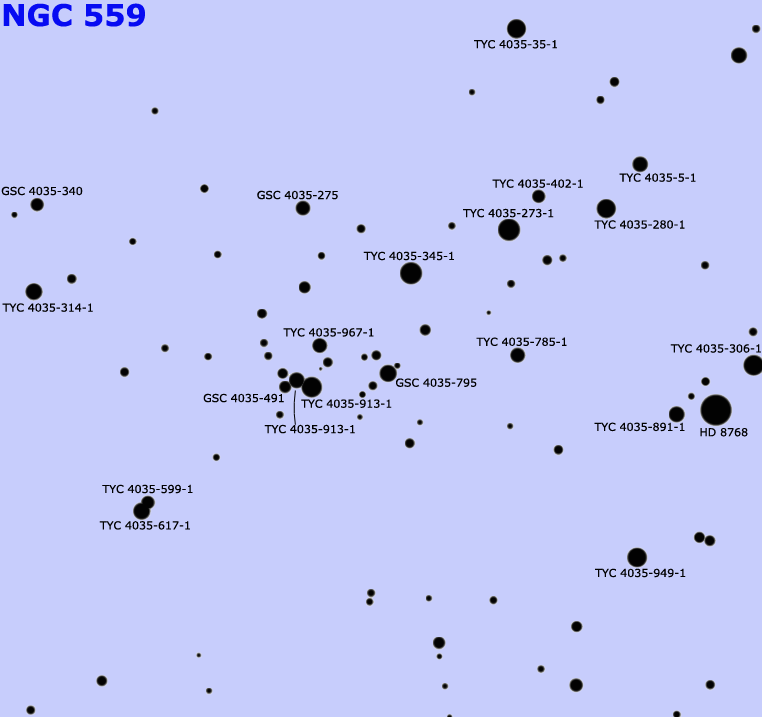
Podrobná mapa hvězd v NGC 559.

NGC 559 je nejzápadnějším členem k ní přiléhající skupinky otevřených hvězdokup pozorovatelných ve východní části tvaru "W", který je tvořen nejjasnějšími hvězdami souhvězdí Kasiopeji. Do této skupinky patří například NGC 637, NGC 654, NGC 663 (Caldwell 10), NGC 659 a Messier 103. Hvězdokupa se nachází 3° západně od hvězdy ε Cas s magnitudou 3,4 a vypadá jako malá zhuštěná skupinka hvězd, z nichž nejjasnější jsou 10. magnitudy. Celková magnituda hvězdokupy je 9,5 a je obtížné ji rozeznat pomocí triedru; s dalekohledem o průměru 150 mm je možné ji dostatečně rozložit na jednotlivé hvězdy, ale k jejímu úplnému rozložení je potřeba průměr 200 až 250 mm.
NGC 559 má velkou severní deklinaci, proto je na velké části severní polokoule cirkumpolární, a to až po severní subtropické oblasti. I když největší výšky nad obzorem na večerní obloze dosahuje od září do prosince, na velké části severní polokoule zůstává viditelná celou noc. Naopak na jižní polokouli je viditelná pouze od rovníku po obratník Kozoroha a k němu přilehlé jižnější oblasti.

## Historie pozorování
Hvězdokupu objevil William Herschel 9. listopadu 1787
během svého pozorování podél severní Mléčné dráhy. Přiřadil ji označení VII 48 a popsal ji jako otevřenou hvězdokupu tvořenou několika jasnými hvězdami a mnoha dalšími méně jasnými hvězdami v nepravidelném kruhovém uspořádání.
Jeho syn John ji později znovu pozoroval a zařadil ji do svého katalogu mlhovin a hvězdokup General Catalogue of Nebulae and Clusters pod číslem 330.

## Vlastnosti
Hvězdokupa vypadá nenápadně zhuštěná a bohatá, má nepravidelný obrys a obsahuje přibližně 150 hvězd, z nichž čtyřicítka je do 12. magnitudy. Její vzdálenost se odhaduje na 2 430 parseků (7 900 světelných let), i když starší odhady byly kolem 4 000 světelných let.
Vypadá docela zhuštěně a její skutečný rozměr je přibližně 10 světelných let.
Její nejhmotnější členové o hmotnosti rovné nebo větší než 1,4 {\displaystyle M_{\odot }} se zdají být zhuštěnější ve středové oblasti vzhledem k méně hmotným hvězdám, což jsou jasné stopy hmotové segregace.
Jihozápadně se nedaleko od hvězdokupy nachází pozůstatek supernovy označený jako G127.1+0.5. Tento objekt, který má téměř dokonale kulový tvar a vysílá rádiové vlny, je studován za účelem zjištění případné vazby s hvězdokupou; jestliže jsou tyto objekty spolu vázány, rozpínal by se pozůstatek do průměru 50 světelných let. Zatím se jejich vztah zdá být nepravděpodobný,
protože se zdá, že pozůstatek má stáří 18 000 let, tedy 100 000krát méně než hvězdokupa, která má podle některých odhadů stáří odhadované na 1,8 miliardy let. Jedna studie z roku 2002, založená na fotometrickém průzkumu, ovšem dospěla k jejímu stáří 400 milionů let, tedy značně menšímu než předchozí odhady.